# Brendan's Death Song
Brendan's Death Song е сингъл на американската рок група Ред Хот Чили Пепърс. Това е петият издаден сингъл от албума I'm With You, както и последния. Песента е издадена и в Германия като CD с две песни в него на 24 август 2012.
Песента е създадена в памет на Брендан Мулън – собственик на пънк рок клуба The Masque в Лос Анджелис, Калифорния. Мулън е дългогодишен приятел на групата и един от първите мениджъри дали старт на групата.
На 28 юни 2012 се появява и видеоклип към песента.

## Формати и съдържание
Радио промо сингъл
1. „Brendan's Death Song“ (Radio Edit)

Промо сингъл
1. „Brendan's Death Song“ (Album Version)
2. „Brendan's Death Song“ (Radio Edit)
3. „Brendan's Death Song“ (Instrumental)

Германски сингъл
1. „Brendan's Death Song“
2. „Goodbye Hooray“ (Live) – записано на 2 май 2012 г. в Bell Centre, Монреал.